# Mont Logan (Washington)
Pour les articles homonymes, voir Mont Logan, Mont Logan (Québec) et Logan.
Ne doit pas être confondu avec Monts Logan.
Le mont Logan est un sommet de la chaîne des Cascades dans l'État de Washington, dans le Nord-Ouest des États-Unis. Il est situé dans les North Cascades, à proximité de Goode Mountain.